# Аарън Джефри
Аарън Джефри (на английски: Aaron Jeffery) е новозеландско-австралийски филмов актьор, популярен в България предимно с ролята на Алекс Райън от австралийски сериал „Дъщерите на Маклауд“.
Завършва Националният институт по драматично изкуство през 1993 г. Мести се в Австралия на 17-годишна възраст. Филмовата му кариера започва с участието му в детското TV шоу „Ship to store“. Тя е прекъсната за 2 години, когато той по свое желание се оттегля от филмовата индустрия, след извършено нападение над него от негов преследвач. Преди да се покаже отново пред камерите „Дъщерите на Маклауд“ Аарън се е занимавал с изучаването на теология. През 2004 г. е номиниран за известната награда „TV week loggie“.
Има дъщеря от съпругата си Мелинда на име Ема Блу, която е родена през август 2003 г.

## Филмография
- Дъщерите на Маклауд (2001)
- Strange Planet (1999)
- Интервюто (1998)
- Water Rats (1996) като Тери Уотсън
- Fire (1995)
- Blue Murder (1995)
- The Damnation of Harvey McHugh (1994)
- Ship To Shore (1993)